# Campionati del mondo di atletica leggera 2022 - 400 metri ostacoli maschili
La specialità dei 400 metri ostacoli maschili dei campionati del mondo di atletica leggera 2022 si è svolta tra il 16 e il 19 luglio all'Hayward Field di Eugene, negli Stati Uniti d'America.

## Podio
| Pos.    | Atleta            | Nazionalità | Tempo |
| ------- | ----------------- | ----------- | ----- |
| Oro     | Alison dos Santos | Brasile     | 46"29 |
| Argento | Rai Benjamin      | Stati Uniti | 46"89 |
| Bronzo  | Trevor Bassitt    | Stati Uniti | 47"39 |

## Situazione pre-gara

### Record
Prima di questa competizione, il record del mondo (RM) e il record dei campionati (RC) erano i seguenti.
| Record                | Prestazione | Atleta                   | Data                               | Competizione   |
| --------------------- | ----------- | ------------------------ | ---------------------------------- | -------------- |
| Record mondiale       | 45"94       | Karsten Warholm Norvegia | 3 agosto 2021 Tokyo, Giappone      | Olimpiadi 2021 |
| Record dei campionati | 47"18       | Kevin Young Stati Uniti  | 19 agosto 1993 Stoccarda, Germania | Mondiali 1993  |

### Campioni in carica
I campioni in carica a livello mondiale e olimpico erano:
| Campione | Atleta                   | Prestazione | Data                          | Competizione         |
| -------- | ------------------------ | ----------- | ----------------------------- | -------------------- |
| Olimpico | Karsten Warholm Norvegia | 45"94       | 5 agosto 2021 Tokyo, Giappone | Giochi olimpici 2021 |
| Mondiale | Karsten Warholm Norvegia | 47"42       | 30 settembre 2019 Doha, Qatar | Mondiali 2019        |

### La stagione
Prima di questa gara, gli atleti con le migliori tre prestazioni dell'anno erano:
| Pos. | Atleta                     | Prestazione | Data                                         |
| ---- | -------------------------- | ----------- | -------------------------------------------- |
| 1    | Alison dos Santos Brasile  | 46"80       | 30 giugno 2022 Stoccolma, Stoccolma          |
| 2    | Rai Benjamin Stati Uniti   | 47"04       | 26 giugno 2022 Eugene, Stati Uniti d'America |
| 3    | Trevor Bassitt Stati Uniti | 47"47       | 26 giugno 2022 Eugene, Stati Uniti d'America |

## Risultati

### Batterie
I primi 4 di ogni batteria (Q) e i 4 tempi migliori tra gli esclusi (q) si qualificano alle semifinali.
| Pos. | Batteria | Atleta                  | Nazionalità               | Tempo | Note |
| ---- | -------- | ----------------------- | ------------------------- | ----- | ---- |
| 1    | 5        | Khallifah Rosser        | Stati Uniti               | 48"62 | Q    |
| 2    | 4        | Rasmus Mägi             | Estonia                   | 48"78 | Q    |
| 3    | 1        | Rai Benjamin            | Stati Uniti               | 49"06 | Q    |
| 4    | 4        | Thomas Barr             | Irlanda                   | 49"15 | Q    |
| 5    | 4        | Gerald Drummond         | Costa Rica                | 49"16 | Q    |
| 6    | 4        | Trevor Bassitt          | Stati Uniti               | 49"17 | Q    |
| 7    | 3        | Karsten Warholm         | Norvegia                  | 49"34 | Q    |
| 8    | 4        | Alastair Chalmers       | Regno Unito               | 49"37 | q    |
| 9    | 2        | Alison dos Santos       | Brasile                   | 49"41 | Q    |
| 10   | 2        | Kemar Mowatt            | Giamaica                  | 49"44 | Q    |
| 11   | 4        | Shawn Rowe              | Giamaica                  | 49"51 | q    |
| 12   | 1        | Abdelmalik Lahoulou     | Algeria                   | 49"58 | Q    |
| 13   | 2        | Wilfried Happio         | Francia                   | 49"60 | Q    |
| 14   | 5        | Ramsey Angela           | Paesi Bassi               | 49"62 | Q    |
| 15   | 5        | Carl Bengtström         | Svezia                    | 49"64 | Q    |
| 15   | 1        | Ezekiel Nathaniel       | Nigeria                   | 49"64 | Q    |
| 17   | 2        | Nick Smidt              | Paesi Bassi               | 49"80 | Q    |
| 18   | 3        | Julien Watrin           | Belgio                    | 49"83 | Q    |
| 19   | 4        | Yasmani Copello         | Turchia                   | 49"83 | q    |
| 20   | 5        | Kyron McMaster          | Isole Vergini Britanniche | 49"98 | Q    |
| 21   | 1        | Kazuki Kurokawa         | Giappone                  | 50"02 | Q    |
| 22   | 3        | Jaheel Hyde             | Giamaica                  | 50"03 | Q    |
| 23   | 2        | Sokwakhana Zazini       | Sudafrica                 | 50"09 | q    |
| 24   | 5        | Mario Lambrughi         | Italia                    | 50"18 |      |
| 25   | 5        | Pablo Andrés Ibáñez     | El Salvador               | 50"18 |      |
| 26   | 3        | Moitalel Naadokila      | Kenya                     | 50"19 | Q    |
| 27   | 1        | Chen Chieh              | Taipei cinese             | 50"28 |      |
| 28   | 3        | Julien Bonvin           | Svizzera                  | 50"40 |      |
| 29   | 2        | Takayuki Kishimoto      | Giappone                  | 50"66 |      |
| 30   | 5        | Vít Müller              | Rep. Ceca                 | 50"71 |      |
| 31   | 2        | Jabir Madari Palliyalil | India                     | 50"76 |      |
| 32   | 1        | Chris McAlister         | Regno Unito               | 51"55 |      |
| 33   | 4        | Mahau Suguimati         | Brasile                   | 52"43 |      |
| 34   | 3        | Ned Azemia              | Seychelles                | 53"07 |      |
| 35   | 3        | Juander Santos          | Rep. Dominicana           | 58"80 |      |
|      | 1        | Jordin Andrade          | Capo Verde                | dnf   |      |

### Semifinali
I primi 2 di ogni semifinale (Q) e i 2 tempi migliori tra gli esclusi (q) si qualificano alla finale.
| Pos. | Batteria | Atleta              | Nazionalità               | Tempo | Note |
| ---- | -------- | ------------------- | ------------------------- | ----- | ---- |
| 1    | 2        | Alison dos Santos   | Brasile                   | 47"85 | Q    |
| 2    | 3        | Karsten Warholm     | Norvegia                  | 48"00 | Q    |
| 3    | 3        | Wilfried Happio     | Francia                   | 48"14 | Q    |
| 4    | 2        | Trevor Bassitt      | Stati Uniti               | 48"17 | Q    |
| 5    | 3        | Khallifah Rosser    | Stati Uniti               | 48"34 | q    |
| 6    | 2        | Rasmus Mägi         | Estonia                   | 48"40 | q    |
| 7    | 1        | Rai Benjamin        | Stati Uniti               | 48"44 | Q    |
| 8    | 3        | Kemar Mowatt        | Giamaica                  | 48"59 |      |
| 9    | 2        | Carl Bengtström     | Svezia                    | 48"75 |      |
| 10   | 2        | Abdelmalik Lahoulou | Algeria                   | 48"90 |      |
| 11   | 1        | Jaheel Hyde         | Giamaica                  | 49"09 | Q    |
| 12   | 2        | Moitalel Naadokila  | Kenya                     | 49"34 |      |
| 13   | 2        | Gerald Drummond     | Costa Rica                | 49"37 |      |
| 14   | 1        | Julien Watrin       | Belgio                    | 49"52 |      |
| 15   | 3        | Nick Smidt          | Paesi Bassi               | 49"56 |      |
| 16   | 3        | Kazuki Kurokawa     | Giappone                  | 49"69 |      |
| 17   | 1        | Ramsey Angela       | Paesi Bassi               | 49"77 |      |
| 18   | 2        | Shawn Rowe          | Giamaica                  | 49"80 |      |
| 19   | 1        | Thomas Barr         | Irlanda                   | 50"08 |      |
| 20   | 3        | Sokwakhana Zazini   | Sudafrica                 | 50"22 |      |
| 21   | 1        | Alastair Chalmers   | Regno Unito               | 50"54 |      |
| 22   | 1        | Yasmani Copello     | Turchia                   | 51"49 |      |
| 23   | 3        | Ezekiel Nathaniel   | Nigeria                   | 54"18 |      |
|      | 1        | Kyron McMaster      | Isole Vergini Britanniche | dns   |      |

### Finale
| Pos.    | Atleta            | Nazionalità | Tempo | Note                                        |
| ------- | ----------------- | ----------- | ----- | ------------------------------------------- |
| Oro     | Alison dos Santos | Brasile     | 46"29 | Record sudamericano · Record dei campionati |
| Argento | Rai Benjamin      | Stati Uniti | 46"89 | Miglior prestazione personale stagionale    |
| Bronzo  | Trevor Bassitt    | Stati Uniti | 47"39 | Miglior prestazione personale               |
| 4       | Wilfried Happio   | Francia     | 47"41 | Miglior prestazione personale               |
| 5       | Khallifah Rosser  | Stati Uniti | 47"88 |                                             |
| 6       | Jaheel Hyde       | Giamaica    | 48"03 | Miglior prestazione personale               |
| 7       | Karsten Warholm   | Norvegia    | 48"42 |                                             |
| 8       | Rasmus Mägi       | Estonia     | 48"92 |                                             |